# Maddalena Albrici
Maddalena Albrici (Como, 1390 – Como, 15 maggio 1465) è stata una religiosa italiana, badessa del monastero agostiniano di Sant'Andrea a Brunate.
Il suo culto come beata è stato confermato da papa Pio X nel 1907.

## Biografia
Figlia del nobile comasco Niccolò Albrici, dopo la morte dei genitori - avvenuta quando Maddalena era ancora adolescente - abbracciò la vita religiosa tra le agostiniane del monastero di Sant'Andrea di Brunate e ne fu eletta badessa.
Sotto il suo governo, con decreto di papa Pio II del 16 luglio 1459, il monastero di Brunate fu esentata dalla giurisdizione del capitolo della Chiesa maggiore di Como e sottoposto esclusivamente alla visita del vicario generale della congregazione lombarda degli eremitani di Sant'Agostino. Con l'aiuto di Bianca Maria Visconti, duchessa di Milano, eresse a Como il monastero della Santissima Trinità, divenuto indipendente da Brunate nel 1458.
Aiutata da Bernardino da Siena, promosse la pace nelle lotte di potere che vedevano coinvolte alcune famiglie nobiliari comasche.
Morì nel 1465 dopo una lunga malattia.

## Il culto
Le cronache antiche tramandano che, prima di poter essere sepolto, il corpo della badessa dovette rimanere esposto all'omaggio dei fedeli per otto giorni consecutivi per consentire ai devoti di venerare le sue spoglie.
Nel 1595 le monache di Brunate si trasferirono in San Giuliano a Como e vi traslarono le reliquie della Albrici. Soppresso il monastero di San Giuliano, nel 1784 le spoglie furono trasportate nella cappella di una villa a Verzago; nel 1880 furono trasferite nel seminario maggiore di Como e nel 1933 furono collocate sotto l'altare di Sant'Ambrogio in cattedrale. Nel 1998 i resti di Maddalena Albrici furono riuniti e deposti nell'altare a lei dedicato nella chiesa di Sant'Andrea a Brunate.
Papa Pio X, con decreto dell'11 dicembre 1907, ne confermò il culto con il titolo di beata.
Il suo elogio si legge nel martirologio romano al 13 maggio.
Il calendario agostiniano ne celebra la memoria il 17 luglio.